# ادویج دانتیکا
ادویج دانتیکا (انگلیسی: Edwidge Danticat؛ زادهٔ ۱۹ ژانویهٔ ۱۹۶۹) یک نویسنده، و رمان‌نویس اهل ایالات متحده آمریکا است. وی که هائیتی‌تبار است تا کنون دو بار نامزد دریافت جایزه کتاب ملی شده‌است.

## آثار ترجمه شده به فارسی
ژاله کش از فرزانه قیاسی نوعی انتشارات یوبان